# Körber Studio Junge Regie
Das Theaterfestival Körber Studio Junge Regie findet seit 2003 einmal jährlich am Thalia Theater Hamburg in der Gaußstraße statt. Es hat es sich zur Aufgabe gemacht, Nachwuchsregisseuren ein Forum und eine Bühne zu bieten. Es wird unter der Schirmherrschaft des Deutschen Bühnenvereins vom Thalia Theater, der Körber-Stiftung und der Theaterakademie Hamburg ausgerichtet. Am Ende des Festivals wird eine Siegerproduktion von einer Fachjury gewählt. Außerdem gibt es einen Publikumspreis.

## Jurypreis (Auswahl)
Zu den ausgezeichneten Personen gehören u. a. David Bösch (2003), Zürcher Hochschule der Künste für Fluchtpunkt, Julia Hölscher (2007), Theaterakademie Hamburg für Das Mädchen aus der Streichholzfabrik, Heike M. Goetze (2008), Zürcher Hochschule der Künste für Spieltrieb und Malte C. Lachmann (2012), Bayerische Theaterakademie München für Schwarze Jungfrauen. Zuletzt bekam 2025 die Regieleistung von Fides Rosa Wallis vom Institut für Medien, Theater und Populäre Kultur, Stiftung Universität Hildesheim deren Preis zugesprochen.

## Belege
1. ↑  Körber Studio Junge Regie. Abgerufen am 7. März 2024.
2. ↑  Ein Senkrechtstarter beim Körber Studio - WELT. 4. Mai 2013, abgerufen am 7. März 2024.
3. ↑  Preis des Körber Studio Junge Regie an Fides Rosa Wallis, nachtkritik.de, erschienen und abgerufen am 2. Juni 2025